# Адамович Дарина Андріївна
Дарина Андріївна Адамович (2 січня 1931, с. Хотів, нині Обухівського району, Київської області — 25 січня 2008, с. Новосілки, нині Фастівського району, Київської області) — ланкова радгоспу «Хотівський» Києво-Святошинського району Київської області, Герой Соціалістичної Праці.

## Біографія
Народилася 2 січня 1931 року у селі Хотів (нині Обухівського району, Київської області). Українка. Під час німецько-радянської війни перебувала на окупованій німцями території. Після звільнення села від загарбників одночасно з навчанням працювала у полі. З 1956 року — ланкова радгоспу «Хотівський». У 1970 році отримала врожай 427 центнерів помідорів, 207 центнерів огірків, 790 центнерів капусти з гектара.
Указом Президії Верховної Ради СРСР від 8 квітня 1971 року за видатні успіхи, досягнуті в розвитку сільськогосподарського виробництва та виконання п'ятирічного плану продажу державі продуктів землеробства та тваринництва Адамович Дарині Андріївні присвоєно звання Героя Соціалістичної Праці з врученням ордену Леніна та золотої медалі «Серп і Молот».
Продовжувала працювати ланковою в радгоспі. Обиралася депутатом Київської обласної Ради депутатів трудящих. Мешкала у с. Новосілки (нині Фастівського району, Київської області). Померла 25 січня 2008 року.

## Нагороди та відзнаки
- Кавалер орденів Леніна (8 квітня 1971 року та 8 грудня 1973 року);
- Орден Жовтневої Революції (24 грудня 1976 року);
- Медалі.